# Pterocryptis afghana
Pterocryptis afghana är en fiskart som först beskrevs av Günther, 1864.  Pterocryptis afghana ingår i släktet Pterocryptis och familjen malfiskar. Inga underarter finns listade i Catalogue of Life.